# Ткање
Ткање представља технолошки процес израде тканина узајамним преплитањем два система жица. Један систем жица иде уздуж тканине и назива се основа, а други по ширини тканине и назива се потка.
Разноврсним укрштањем ова два система настају тканине различитих особина, изгледа и структура.

## Историјат ткања
Постоје различите претпоставке о томе када је човек почео да се бави ткањем. Већина народних предања широм света настанак ткања везује за човеково посматрање природе и уочавање могућности преплитања грана дрвета или лишћа бамбуса. Осим тога, легенде многих култура проналазак технике ткања повезују са почетком сопствене историје. Асирци ту част указују краљици Семирамиди, Египћани богињи Изиди, која се представља са чунком у руци или на глави, Стари Грци богињи Атини, а Римљани Минерви.
Стварање тканина је било могуће захваљујући двема чињеницама: проналаску одговарајућих влакана и упредањем кратких влакана у нити помоћу вретена Фрагменте најраније израђених тканина, арехеолози су проценили као стре више од 10000 година, тј. да датирају из времена неолита а нађени су у Језерској области у Швајцарској.
Вековима су основине жице биле пребиране прстима, подизањем сваке жице појединачно. Увођењем једне врсте дашчица које су омогућавале да се одједном подигне група основиних жица и тако формира зев, процес ткања се умногоме усавршио, али је још увек константно запошљавао једну руку ткача. Да би ткач ослободио обе руке и да би могао да користи чунак са намотаном потком, било је потребно откриће и примена точка и полуге што је довело до конструкције савременог разбоја.
Разбоји које користимо данас су у суштини слични онима од пре хиљаду година, а многе данашње тканине су израђене у структурама старим више хиљада година.
Први и најстарији разбоји су били вертикални. Ткачи су навезивали основине нити о греду или грану, а на доњим крајевима основиних нити су везивали камење (тежаче) да би постигли затегнутост основе.
Овакав тип разбоја присутан је код већине старих народа. Среће се у Скандинавији, Старој Грчкој, у Индији, Северној Америци (Индијанци), код Пуебло Индијанаца, Египту, Перу у итд. Усавршени вертикални разбоји се данас користе за израду таписерија, ћилима, тепиха и простирки.
Усавршавање хоризонталног ручног разбоја је било постепено. Прво је допуњен са основиним и робним ваљком (вратилом) и брдом (Кина, 1500 -1000. п. н. е.), а потом рамовима ничаница у које је увођена основа да би се формирао зев. Разбој са рамовима представља велики корак у развоју ткања, јер је омогућио прво сложеније мустрирање тканина по рељефу, фигурацији и боји. Најстарији разбој са рамовима датира из 400. године п. н. е. (Кина)..

## Припрема за ткање
Припрема за ткање обухвата припрему основе, (сновање и увођење у разбој) и припрему потке.
Припрема основе подразумева избор предива, технички прорачун којим се утврђује број основиних жица потребних за добијање тканине одређене ширине и дужине. Тачан број основиних жица добија се када се ширина тканине изражена у цм помножи са бројем жица основе по 1 cm који зависи од густине (финоће, нумерације) брда. Израчунавање дужине основе подразумева збир жељене дужине тканине, проценат уткања, и утрошак основе на везивање за робно вратило. Осим тога, одређује се и редослед боја основиних нити, након чега следи поступак сновања.
Припрема потке обухвата избор предива и премотавање потке на чунак..
Најчешће се за основу користи кончано предиво, због јачине и способности да издржи велико трење и напрегнутост жица, а за потку могу да се користе најразличитији материјали, у складу са жељеним карактеристикама тканине.
За ткање се употребљава предиво израђено од влакана биљног порекла (лан, конопља, сисал, рафија, памук); животињског порекла (свила, вуна, разне животињске длаке); вештачки добијена влакна (органског порекла - целулоза и неорганског порекла - најлон, дралон, перлон, акрил).

## Основни принципи ткања
Најважније за процес ткања је да се основине жице држе под напетошћу, тензијом, тако да леже у реду у једној равни. Основни аспекти ручног ткања остали су непромењени до данашњих дана.
Све већим коришћењем свиленог и памучног предива постепено улазе у употребу две греде преко којих је намотана основа која је сада постављена хоризонтално. На крајевима сваке греде био је везан конопац у облику омче. Једна омча се везивала око дрвета а друга око струка ткача. Нагињањем уназад наспрам омче или каиша, ткач је затезао основу и мењао напетост жица по својој жељи.
Пре ткања на разбоју са хоризонтално постављеном основом, основине жице се постављају на основин ваљак (основино вратило), пролазе преко основиног моста (основине ћуприје) и између два штапа за прављење крста, затим уводе у ничанице рамова, брдо и навезују на робно вратило..
Процес стварања тканине на разбоју обухвата низ континуираних радњи као што су: формирање зева (подизање и спуштање рамова), пробацивање потке кроз отворен зев, постепено затварање зева, прибијање потке брдом уз линију створене тканине, намотавање новоствореног дела тканине на робни ваљак (вратило) и одмотавање основе са основиног ваљка за онолико колико је утрошено током процеса ткања..

## Преплетаји тканина
Преплетаји чине конструкцију тканине тј. представљају начин укрштања основе и потке (њихов међусобни положај у тканини) и одређују конструкцију тканог материјала. Осим тога, уз предиво које се користи за основу и потку, и преплетаји утичу на изглед и особине тканине.
Преплетај се одређује величином рапорта (Р) основе или потке, који представља најмањи број различито везујућих жица основе и потке по одређеном редоследу, после кога се тај редослед понавља. У једном преплетају, на основу броја везивних тачака основе и потке на површини (лицу тканине) може се видети који је систем заступљенији, чиме се преплетај дефинише као основин (доминантна основа), поткин (доминантна потка) и једнакостан (подједнако заступљена оба система).
Осим ове поделе, преплетаји се могу разврстати у пет различитих група, и то: основни (платно, кепер и атлас), изведени (рипс, панама, појачани, вишеструки, ломљени, одузети, мрежасти, сенчени кепер), комбиновани, жакар и сложени преплетаји.
Сви наведени преплетаји графички се приказују на посебном тѕв. ткачком папиру кога карактерише квадратна подела, где вертикалне колоне представљају основу, а хоризонталне колоне потку.
Уцртавање преплетаја у ткачки папир обавља се на одређен начин, тако што се место на коме се на лицу тканине налази основа обележава пуним пољем или неким ѕнаком, док место потке, на лицу тканине, на цртежу остаје празно.
Различити дезени тканина
- Пепито дезен
- Гингам дезен
- Пренс де гал
- Аргил дезен
- Рибља кост
- Сложена шема за ткање дамаста (жакар)